# 張榮興
張榮興，中華民國警官，臺灣嘉義縣朴子市人，現任內政部警政署署長。

## 警界資歷
張榮興自中央警官學校行政警察學系50期畢業後，分發臺北市政府警察局基層分局員，曾在萬華擔任派出所長、督察員，後循督察系統升督察組長，2006年調到台南縣警察局麻豆、新營分局擔任分局長，2010年縣市合併後，擔任新營警分局副分局長，督察室督察、保安科科長、佳里、新營、永康分局分局長。
媒體報導，張榮興擔任新營警分局副分局長期間，與當地民進黨基層幹部、樁腳互動良好，後透過里長引薦，結識時任臺南市長賴清德及秘書長陳美伶，因張榮興出身督察體系，自我管理及領導能力強，自律且照顧下屬的督察個性，工作表現獲得賴清德肯定；張榮興在臺南服務時間長達11年，亦曾於2011年獲選臺南市政府模範公務員。
2017年11月6日，陞任新竹縣政府警察局局長，任內執行臺灣高等法院檢察署「安居緝毒專案」，榮獲團體組丙組第1名，獲時任行政院長賴清德公開表揚；2019年3月22日，調任航空警察局副局長；2019年7月22日，調任保安警察第六總隊總隊長；2021年1月16日，陞任內政部警政署督察室主任；2023年1月16日，陞任臺北市政府警察局局長。
2024年5月20日，中華民國第16任正副總統就職及內閣改組，內政部、國家安全局先後發布新聞，原任警政署長黃明昭將調任國安局副局長，署長遺缺由臺北市政府警察局局長張榮興接任。
2024年5月23日，由內政部部長劉世芳授階、監誓，張榮興陞任內政部警政署署長，是繼侯友宜之後，第二位出生於嘉義朴子的警政署長。

## 爭議事件

### 陞任署長前夕 遭爆與角頭同赴魚翅宴
2024年5月上旬，新政府就職前夕，臺北市議員及媒體接獲爆料指出張榮興在2023年5月與萬華地方角頭黃清源同桌飲宴。張榮興旋即召開記者會澄清，表示當日係臺北市議會警政民政公務餐會，應市議員陳政忠邀請出席，另有民政局局長陳永德、萬華分局長董欣欣、時任警局公關室主任張耀仁同行，偶遇青山宮主任委員黃清源，席間僅和黃討論青山王祭相關事宜，並未多有接觸。市議員陳政忠、游淑慧亦證實餐會屬公務性質。

### 臺北市警察局長人選溝通風波
2024年5月30日，內政部發布臺北市政府警察局局長遺缺由警政署副署長李西河接任，經國民黨市議員詹為元於臉書披露，內政部長劉世芳原先提供方仰寧、李西河供臺北市市長蔣萬安選擇，蔣萬安表達屬意方仰寧，但內政部最終仍決定讓李西河接任警察局長，引發「強推人選」爭議。
對此人事爭議，內政部長劉世芳受訪時表示，方、李二人都非常優秀，臺北市與首都圈最大任務需求在打詐、反毒，刑事經驗豐富的李西河是適切人選，她也將意見傳達給蔣萬安市長，溝通過程雖未皆順利，仍希望中央、地方能相互尊重。臺北市長蔣萬安在議會接受市議員簡舒培質詢時表示，中央同意提供名單，讓他決定最後人選，但在他圈選後卻又反悔，未來中央與地方將難以互信。張榮興則坦言雙方溝通確有狀況，未來會貫徹警政一條鞭，以「單一人選」向地方首長溝通，若有意見再提供其他人選，避免再傳出爭議。